# Lasko – Im Auftrag des Vatikans
Lasko – Im Auftrag des Vatikans ist ein Actionfilm der deutschen Stuntfirma action concept und RTL. Zum ersten Mal wurde der Film am 16. März 2006 auf RTL ausgestrahlt. Der Sender gab 2008 eine Ableger-Serie mit dem Titel Lasko – Die Faust Gottes in Auftrag, die mit dem ORF produziert wurde.

## Handlung
Nach einem traumatischen Erlebnis im Kosovo quittiert Soldat Lasko den Dienst in der KFOR-Friedenstruppe. Er zieht sich als Mönch in ein Kloster zurück. Dort wird Lasko von Bruder Matthias, einem Agenten des fiktiven christlichen Geheimordens Pugnus Dei (Faust Gottes), dazu bewogen, mit ihm einen Zug mit Pilgern zu beschützen. Diesen benutzen der Gangster Lennart und seine Truppe als Fluchtmittel. Sie haben ein tödliches Virus gestohlen und drohen nun damit, es durch die Lüftungsschächte des Zuges zu lassen.
Lasko gelingt es, die Terroristen nacheinander auszuschalten und den Zug davor zu bewahren, in Brand zu geraten. Da Matthias von den Gangstern getötet wurde und Lasko seine Aufgabe zu Ende brachte, wird er in Rom offiziell in den Geheimorden aufgenommen. Am Ende des Films spielt er mit einigen anderen Mönchen und einem Kind aus dem Zug Fußball. Danach wird er zusammen mit seinem Kollegen Gladius von einem Helikopter abgeholt.

## Drehorte
Die Drehorte waren überwiegend in der Eifel. So wurden die gesamten Aufnahmen des Zuges auf der Eifelquerbahn zwischen Gerolstein, Daun und Kaisersesch gedreht. Bei einer Zugbegegnung wurde ein Zug der Vulkan-Eifel-Bahn im Bahnhof Daun gezeigt.

## Ausstrahlung
Die Free-TV-Premiere in Deutschland fand am 16. März 2006 auf RTL statt. Diese verfolgten insgesamt 4,44 Millionen Zuschauer bei 13,5 Prozent Marktanteil. In der werberelevanten Zielgruppe verfolgten 2,63 Millionen den Film, der Marktanteil lag bei 19,0 Prozent.

## Kritik
„Regisseur Diethard Küster drehte diese reichlich tumbe Story, die aber mit ausgefeilten Actionszenen zu überzeugen weiß. Das ist bei deutschen Produktionen nicht immer selbstverständlich.“